# Seznam dominikánských klášterů

Znak řádu bratří kazatelů - dominikánů

Toto je seznam dominikánských klášterů - řádu bratří kazatelů:

## ČeskoČesko
Činné
- Dominikánský klášter (Staré Město) při kostele sv. Jiljí, sídlo provinciála
- Dominikánský klášter (Jablonné v Podještědí) při bazilice sv. Vavřince a sv. Zdislavy, je zde pohřbena sv. Zdislava z Lemberka, představení komunity dodnes používají titul "strážce hrobu sv. paní Zdislavy"
- Dominikánský klášter (Olomouc) při kostele Neposkvrněného početí Panny Marie, sídlo noviciátu a studentátu
- Dominikánský klášter (Plzeň) při kostele Panny Marie Růžencové

Bývalé a zaniklé
- Dominikánský klášter (Boskovice) - zaniklý
- Klášter dominikánů (Brno) při kostele svatého Michaela archanděla na Dominikánském náměstí - zaniklý
- Dominikánský klášter (České Budějovice) při kostele Obětování Panny Marie, v letech 1265–1784 vyjma let 1548–1588
- Dominikánský klášter (Cheb) při kostele sv. Václava (dnes administrativní budova) – bývalý
- Dominikánský klášter (Chomutov) - zaniklý
- Dominikánský klášter (Kolín) - zaniklý
- Dominikánský klášter (Litoměřice) - bývalý
- Klášter dominikánů (Louny) - zaniklý
- Dominikánský klášter (Malá Strana) při kostele sv. Máří Magdalény
- Dominikánský klášter (Nymburk) - zaniklý
- Dominikánský klášter (Opava) při kostele sv. Václava (dnes Dům umění) - bývalý
- Klášter dominikánek v Plzni - dnes v objektu sídlí Studijní a vědecká knihovna Plzeňského kraje
- Dominikánský klášter (Tachov) - zaniklý
- Dominikánský klášter (Turnov) - zaniklý
- Dominikánský klášter (Uherský Brod) při kostele Nanebevzetí Panny Marie, od kapituly 2014 již není funkční
- Klášter dominikánů (Ústí nad Labem) - bývalý
- Dominikánský klášter (Znojmo) při kostele sv. Kříže, od kapituly 2014 již není funkční
- Dominikánský klášter (Sezimovo Ústí) - zaniklý v roce 1420

## Zahraniční
Francie
- Dominikánský klášter (Prouille)
- Jakobínské kláštery v Paříži - zničené za francouzské revoluce
- Jakobínský klášter v Toulouse

 Chorvatsko
- Dominikánský klášter (Arbanija)
- Dominikánský klášter (Bol)

 Litva
- Dominikánský klášter (Raseiniai) - bývalý

 Maďarsko
- Dominikánský klášter na Zaječím ostrově v Budapešti
- Klášter Vérteskeresztúr (Svatý kříž)

 Německo
- Dominikánský klášter (Frankfurt nad Mohanem) - bývalý
- Klášter Heilig Kreuz (Augsburg)

 Polsko
- Dominikánský klášter (Sandoměř)

 Portugalsko
- Klášter Batalha

 Rakousko
- Dominikánský klášter (Štýrský Hradec) (Münzgrabenkirche)
- Dominikánský klášter (Vídeň)

 Slovensko
- Konvent sv. Dominika v Bratislave na Kalvárii
- Konvent Krista Kráľa v Dunajskej Lužnej
- Konvent sv. Dominika vo Zvolene
- Konvent sv. Martina de Porres v Žiline

 Švýcarsko
- Predigerkloster (Curych)